# Apiosporina morbosa
Apiosporina morbosa ist ein Schlauchpilz. Er befällt Pflanzen der Gattung Prunus und verursacht den sogenannten Schwarzknotenkrebs.  Die befallenen Pflanzen und Sträucher zeigen anfangs eine olivgrüne Schwellung an einem Zweig. Diese Stelle wird allmählich immer größer und sieht zunehmend verkohlt aus. Innerhalb der Pflanze erschwert das Pilzmycel schnell die Versorgung mit Wasser und Nährstoffen, sodass die Pflanze abstirbt. Er ist ein Quarantäneschädling der EU.

## Merkmale
Apiosporina morbosa bildet kugelige Pseudothecien als Fruchtkörper. Sie sind  160 bis 230 μm hoch und 170 bis 250 μm  im Durchmesser. Das Stroma ist aus dem Wirtsgewebe hervorbrechend und variiert in Form und Größe. Zuerst ist es olivgrün, später schwärzlich und fest. Die keulenförmigen bis zylindrischen Schläuche (Asci) sind zweiwandig, mit einem kurzen gegabelten Stielchen, das 8 bis 15 μm groß ist. Die Schläuche sind 68 bis 90 μm  lang und 12,5 bis 15 μm  breit und besitzen immer acht in zwei Reihen angeordneteAscosporen. Diese sind keulenförmig, glattwandig und mit zwei unterschiedlich großen Zellen (apiosprös), leicht eingeschnürt am Septum und sind 6 bis 7,5 μm breit und 15 bis 18 μm lang.
In der Nebenfruchtform entstehen die Konidienträger aus den oberen Zellen des Stromas. Sie sind unverzweigt oder verzweigt an der Basis. Sie messen 20 bis 95 μm × 3 bis 6, manchmal bis 7 μm, sind septiert, blass olivgrün bis blassbraun. Die Konidien sind einzeln oder selten in kurzen Ketten, oft seitlich verschmolzen zu Paaren. Sie sind eiförmig, elliptisch oder unregelmäßig, messen 4 bis 19 × 3 bis 6 μm, sind einfach septiert oder unseptiert, blass olivgrün, glatt und dickwandig. Kolonien sind meist langsam wachsend, anfangs olivgrün und werden in ungefähr zwei Wochen dunkelbraun,

## Ökologie und Lebensweise
Apiosporina morbosa befällt verschiedene Obstbäume und verursacht den Schwarzknotenkrebs. Befallen werden Virginische Traubenkirsche (Prunus virginiana), Pflaume (Prunus domestica), Amerikanische Wildpflaume (Prunus americana), Sauerkirsche (Prunus cerasus), Prunus pensylvanica und andere Arten aus der Gattung Prunus.
Apiosporina morbosa hat zumindest in den nördlichen Verbreitungsgebieten einen zweijährigen Lebenszyklus. Ascosporen werden im Frühjahr in den Perithecien produziert, die in den Pflanzengallen des Wirtes überwintert haben. Bei feuchtem Wetter infizieren sie über die Luft neue Bäume meist bereits kurz nachdem die Knospen aufbrechen am Grunde des wachsenden Sprosses. Es entwickelt sich eine Wucherung an der infizierten Stelle am Ende derselben Vegetationsperiode oder zu Beginn der nächsten. Im Frühling des zweiten Jahres wird die Wucherung schnell größer und eine dünne Schicht olivgrüner Konidien bildet sich auf der Galle. Im späten Sommer und Herbst dieses Jahres wird dann ein Stroma gebildet, auf dem wieder Perithecien wachsen. Die Gallen werden oft auch von anderen Pilzen und Bakterien wie zum Beispiel Trichothecium roseum  besiedelt.

## Verbreitung
Apiosporina morbosa kommt ursprünglich in Nordamerika von Mexiko bis südliches Kanada (Ontario) vor. Es gibt Angaben aus Neuseeland, nach dem Angaben des dortigen Landwirtschaftsministeriums (Ministry of Primary Industries) ist er aber zumindest 2018 nicht mehr gemeldet worden. In der EU kommt er zumindest bis 2018 nicht vor, wird aber als Quarantäneschädling eingestuft.

## Bekämpfung
Es wird empfohlen, befallene Stellen im Winter vor dem Blattaustrieb auszuschneiden und zu verbrennen. Sollten Fungizide angewendet werden, so sind Captan, Chlorthalonil, Schwefel und Fenbuconazol wirksam.